# Zamarada denticulata
Zamarada denticulata är en fjärilsart som beskrevs av Fletcher 1974. Zamarada denticulata ingår i släktet Zamarada och familjen mätare. Inga underarter finns listade i Catalogue of Life.